# 椿直起
椿直起（日语：椿 直起；2000年6月23日—），日本足球運動員，司職中場，現時效力日本乙組職業足球聯賽球隊千葉市原。

## 俱樂部生涯
横滨水手官方宣布，与青年队的中场球员椿直起签订职业合同，将于下赛季正式升入一线队。
墨尔本城官方，横滨水手中场小将椿直起租借加盟，租借期半年。

## 外部連結
- 椿直起 – FIFA國際賽競賽紀錄 (存檔)
- 椿直起的X（前Twitter）